# Sjeverni Kavkaz
Sjeverni Kavkaz ili Ciskavkaz (ruski: Се́верный Кавка́з) je regija koja obuhvaća područje sjeverno od Kavkaza, istočno od Azovskoga mora i Crnoga mora te zapadno od Kaspijskoga jezera. Sjeverni Kavkazcisk unutar Ruske Federacije čine Sjevernokavkaski federalni okrug te Južnookavkaski federalni okrug koje čine Krasnodarski i Stavropoljski kraj te republike Adigeja, Karačajevo-Čerkezija, Kabardino-Balkarija, Sjeverna Osetija-Alanija, Ingušetija, Čečenija i Dagestan.
Zemljopisno, izraz Sjeverni Kavkaz se također odnosi i na sjevernu padinu te zapadni kraj planinskoga lanca Velikoga Kavkaza, te na dio južne padine koja na zapadu ide do rijeke Psou. Pontsko-kaspijska stepa zajedno s rijekom Manič se nekada koristi kao sjeverna granica Ciskavkaza.

## Vanjske poveznice
Vodič: North Caucasus na Wikivoyageu